# Bracon hieroglyphicus
Bracon hieroglyphicus es una especie de insecto del género Bracon de la familia Braconidae del orden Hymenoptera.

## Historia
Fue descrita científicamente por primera vez en el año 1924 por Brues.